# Malapterurus shirensis
Malapterurus shirensis és una espècie de peix de la família dels malapterúrids i de l'ordre dels siluriformes.

## Morfologia
- Els mascles poden assolir 30 cm de llargària total.
- Nombre de vèrtebres: 45.[1]

## Distribució geogràfica
Es troba a Àfrica austral: conca del riu Zambesi.